# Лузотропикализм
Лузотропикализм (от лат. Lusitania и порт. trópico) — вера, особенно сильная в «Новом государстве» Салазара, в то, что португальцы — «лучшие колонизаторы среди всех европейских народов». Была основана на том, что благодаря жаркому по сравнению с остальной Европой климату Португалии, а также проживанию на её территории в разные периоды времени римлян, вестготов и мавров португальцы якобы более гуманны, дружелюбны и лучше адаптируются к неблагоприятному климату и иной культуре. Кроме того, к началу XX века Португалия присутствовала в своих колониях дольше, чем какая-либо другая европейская страна, и некоторые из португальских заморских территорий находились под её непрерывным владычеством около пяти веков. Это объяснялось как справедливыми, так и вымышленными аспектами расовой демократии и цивилизационной миссии Португальской империи, а также большей склонностью к метисации. Эта точка зрения приведена в книге бразильца Жилберту Фрейре.
Взгляды Фрейре были приняты Антониу ди Оливейрой Салазаром, тем более, они согласовывались с его колониальной политикой. При этом утверждалось, что Португалия была многокультурной, многорасовой и занимала территории на нескольких континентах с XV века, так что потеря заморских владений будет означать для Португалии потерю независимости, так как исчезнет критическая масса населения, необходимая для обеспечения политической самостоятельности португальского государства. Салазар поддерживал лузотропикализм, начиная с тридцатых годов, и устроил Фрейре поездку в Португалию и её колонии в 1951-1952 годах. Результатом этого путешествия стала работа «Приключение и рутина» (порт. «Aventura e Rotina»).
Однако, несмотря на это, уже с начала 60-х годов идеология лузотропикализма стала быстро терять свою актуальность. Аннексия Индией португальских владений Гоа, Даман и Диу, а также вспыхнувшая национально-освободительная борьба в Анголе, Мозамбике и Гвинее-Бисау нанесли серьёзный удар по экономике Португалии, подорвали её и без того слабые позиции на международной арене. После смерти Салазара и революции гвоздик страна была вынуждена предоставить независимость значительной части колоний, ставших для неё обременительными (включая Восточный Тимор и Кабо-Верде), сохранив только Макао (передан Китаю в 1999 году) и два архипелага в Атлантическом океане — Мадейра и Азорские острова.